# Tsugumi Ōba
大場つぐみ
Œuvres principales
- Death Note
- Bakuman.
- Platinum End

Tsugumi Ōhba (大場つぐみ, Ōhba Tsugumi) est un pseudonyme associé à un scénariste de manga né à Tokyo, dont on ne connaît pas l'identité officielle. Il est notamment connu pour ses collaborations avec le dessinateur Takeshi Obata, parmi lesquelles Death Note (2003-2006), Bakuman (2008-2012) et Platinum End (2015-2021).

## Hypothèses
Au vu de la popularité de Death Note, certains avancent que ce pseudonyme cache un scénariste célèbre. De plus, bien que Tsugumi soit un prénom féminin, il n'est pas rare de voir des auteurs de manga prendre un nom de plume du sexe opposé. Les rumeurs les plus persistantes avancent que ce serait Gamō Hiroshi, également mangaka, qui se cacherait sous ce pseudonyme, car dans la série Bakuman, l'oncle du personnage principal travaillait sur un gag-manga sur les super-héros, tout comme Hiroshi à son époque. De plus, les storyboards de Ōba ressemblent grandement à ceux de Gamō, en particulier en ce qui concerne le style de dessin[réf. nécessaire].
En tout cas, l'éditeur japonais Shūeisha garde le secret. Il indique dans une interview qu'il ressemble à Near, à cause de son côté casanier, mais son aptitude à apprendre des choses le rapprocherait également de Light. Il a révélé aussi que tout comme le personnage de L, il se tient souvent sur une chaise en repliant ses genoux, en particulier lorsqu'il a écrit le scénario de Death Note.

## Œuvres
- Death Note (2003-2006)
- Bakuman. (2008-2012)
- Platinum End (2015-2021)

## Distinctions
- 2007 : Prix Peng ! du meilleur manga pour Death Note (avec Takeshi Obata)